# Araneus powelli
Araneus powelli är en spindelart som först beskrevs av Arthur Urquhart 1894.  Araneus powelli ingår i släktet Araneus och familjen hjulspindlar. Inga underarter finns listade i Catalogue of Life.